# Paludinella littorina
Paludinella littorina, tên tiếng Anh: lagoon snail, là một loài minute half-way land and half-way ốc biển có nắp, a mostly terrestrial but partly là động vật thân mềm chân bụng sống ở biển trong họ Assimineidae.